# Slices of Time
Slices of Time is het eerste muziekalbum dat geheel gewijd is aan de muziek van Kees Aerts. Voor dit album speelde hij hier en daar een track mee, of liet een track van hem op een verzamelalbum opnemen. Zo hier en daar spelen gasten mee. Het album is opgedragen aan zijn vader.

## Musici
- Kees Aerts – toetsen
- Mary van Wenen en Jaska Aerts (vrouw van ..) - stemmen op (1) en (11)
- James J. Glent – gitaar op (10)
- Harold van der Heijden – elektronisch slagwerk op (10)
- Ron Boots- toetsen op (10)

## Composities
Alle van Aerts
1. Slices of Time (1:04)
2. Waiting for Curtain (1:50)
3. Eire (4:04)
4. Balance (8:17)
5. Darkness (9:13)
6. The first Time (6:28)
7. Travel (9:28)
8. Lovers (Cooldown mix) (1:50)
9. Other Worlds (7:00)
10. Friends (9:45)
11. Slices of Time (reprise) (2:50)

Het album kwam in 2002 opnieuw uit. Geremasterd en met een gedeeltelijk nieuwe hoes. De titels van tracks 8 en 9 waren op het originele album door elkaar gehaald; de versie van 2002 geeft de juiste tracktitels weer.